# Европско првенство у фудбалу до 21 године 2009.
Европско првенство у фудбалу за играче до 21. године 2009. је 17 првенство за ову категорију. Првенство је одржано од 15. јуна до 29. јуна 2009. у Шведској.
Осим Шведске репрезентације која се квалификовала као домаћин, осталих 51 репрезентација од 52 чланице УЕФА играли су квалификације. Није учествовала једино Андора. Ово је било и прво такмичење на којем су први пут као самосталне учествовале нове државе Србија и Црна Гора. Право учешћа имали су млади рођени после 1. јануара 1986.

## Квалификације

### Квалификационе групе
У квалификацијама је учествовала 51 репрезентација, које су подељене у десет група и то девет са по пет екипа и једна група са шест екипа. Жреб за квалификационе групе одржан је 13. фебруара 2007. у Стокхолму у Шведској, док су квалификације по групама трајале од 31. маја 2007. до 10. септембра 2008. године.
| Група 1 Италија Хрватска Грчка Албанија Азербејџан Фарска острва | Група 2 Чешка Украјина Турска Јерменија Лихтенштајн | Група 3 Португалија Енглеска Бугарска Ирска Црна Гора  | Група 4 Шпанија Русија Пољска Грузија Казахстан           | Група 5 Холандија Швајцарска Норвешка Македонија Естонија  |
| Група 6 Данска Словенија Литванија Финска Шкотска                | Група 7 Белгија Словачка Исланд Аустрија Кипар      | Група 8 Србија Мађарска Белорусија Летонија Сан Марино | Група 9 Немачка Израел Молдавија Северна Ирска Луксембург | Група 10 Француска Румунија Босна и Херцеговина Велс Малта |

### Доигравање
Десет победника група и четири најбоља другопласирана тима из група пласирали су се у доигравање. Изненађење групне фазе квалификација била је елиминација Холандије, браниоца титуле и шампиона из 2006. и 2007. године. У кругу другопласираних репрезентација, поред већ квалификованих Белорусије, Француске и Израела, за четврто место конкурисале су Холаднија, Хрватска и Данска. Иако су све три репрезентације биле изједначене по броју бодова, на основу гол разлике, Данска је прошла у доигравање.  Прве утакмице доигравања одигране су 11./12. октобра, а реванш сусрети 14./15. октобра 2008. године.
| Тим #1     | рез.           | Тим #2     | прва утакмица | друга утакмица |
| ---------- | -------------- | ---------- | ------------- | -------------- |
| Немачка    | 2–1            | Француска  | 1–1           | 1–0            |
| Данска     | 0–2            | Србија     | 0–1           | 0–1            |
| Турска     | 1–2            | Белорусија | 1–0           | 0–2            |
| Аустрија   | 3–3 (пен. 2-4) | Финска     | 2–1           | 1–2            |
| Велс       | 4–5            | Енглеска   | 2–3           | 2–2            |
| Италија    | 3–1            | Израел     | 0–0           | 3–1            |
| Швајцарска | 3–4 пр         | Шпанија    | 2–1           | 1–3            |

### Квалификоване екипе
- Шведска као домаћин
- Белорусија
- Енглеска
- Финска
- Немачка
- Италија
- Шпанија
- Србија

Жребање за финални турнир одржано је 3. децембра 2008. у Шведском изложбеном центру у Гетеборгу. Пре почетка извлачења одређени су носиоци група. То су били домаћин Шведска у групи А и Шпанија у групи Б.

## Жреб за финални турнир
Шешир А
- Шведска носилац у групи A1
- Шпанија носилац у групи Б1

Шешир Б
- Енглеска
- Италија

Шешир Ц
- Србија
- Финска
- Немачка
- Белорусија

У првом шеширу требало је да се нађу Шведска (домаћин) и Холандија као најбоље рангирана репрезентација. Пошто се Холандија није квалификовала њено место је заузела репрезентација која је имала најбољи резултат у квалификацијама, а то је била Шпанија. Шведској и Шпанији су аутоматски сврстане у групе, Шведска на позицију А1, а Шпанија на Б1.
У другом шеширу биле су следеће две репрезентације Енглеска и Италија, најбоље рангиране од преосталих финалиста. Енглеска је извучена на позицију А3, а Италија на Б3.
У трећем шеширу биле су  четири екипе. Прва је извучена Белорусија, на позицију А2, затим Немачка у групу Б2, а последње су извучене Србија у А4, а Финска Б4.

## Градови домаћини
За потребе одржавања првенства изграђена су два нова стадиона у Малмеу и Гетеборгу. Утакмице финалног турнира игране су на следећим стадионима:
| Стадион          | Место       | Нормалан капацитет | Турнирски капацитет |
| ---------------- | ----------- | ------------------ | ------------------- |
| Нова Малме арена | Малме       | 24,000             | 21,000              |
| Галма Улеви      | Гетеборг    | 18,800             | 16,700              |
| Олимпија         | Хелсингборг | 17,000             | 12,000              |
| Ерјанс Вал       | Халмштад    | 15,500             | 8,000               |

## Групни део

### Група А

#### Резултати
| Шведска                                               | 5-1 Детаљи | Белорусија   |
| ----------------------------------------------------- | ---------- | ------------ |
| Мартиновић 34’ (аг.) · Берг 38’ 44’ 81’ · Свенсон 89’ |            | Кислијак 33’ |

| Италија | 0 - 0 - Детаљи | Србија |
| ------- | -------------- | ------ |
|         |                |        |

| Шведска      | 1 - 2 - Детаљи | Италија                       |
| ------------ | -------------- | ----------------------------- |
| Тоивонен 89’ |                | Балотели 23’ · Аквафреска 53’ |

| Белорусија | 0 - 0 - Детаљи | Србија |
| ---------- | -------------- | ------ |
|            |                |        |

| Србија    | 1 - 3 - Детаљи | Шведска                           |
| --------- | -------------- | --------------------------------- |
| Качар 27’ |                | Берг 7’ 15’ (пен.) · Тоивинен 29’ |

| Белорусија   | 1 - 2 - Детаљи | Италија                     |
| ------------ | -------------- | --------------------------- |
| Кислијак 45’ |                | Аквафреска 45+3’ (пен.) 75’ |

#### Табела групе А
| Екипа      | Ута. | Поб. | Нер. | Изг | Г+ | Г- | ГР | Бод. |
| ---------- | ---- | ---- | ---- | --- | -- | -- | -- | ---- |
| Италија    | 3    | 2    | 1    | 0   | 4  | 2  | +2 | 7    |
| Шведска    | 3    | 2    | 0    | 1   | 9  | 4  | +5 | 6    |
| Србија     | 3    | 0    | 2    | 1   | 1  | 3  | −2 | 2    |
| Белорусија | 3    | 0    | 1    | 2   | 2  | 7  | −5 | 1    |

### Група Б

#### Резултати
| Енглеска                   | 2 - 1 - Детаљи | Финска           |
| -------------------------- | -------------- | ---------------- |
| Катермол 15’ · Ричардс 53’ |                | Спарв 33’ (пен.) |

| Шпанија | 0 - 0 - Детаљи | Немачка |
| ------- | -------------- | ------- |
|         |                |         |

| Немачка                   | 2 - 0 - Детаљи | Финска |
| ------------------------- | -------------- | ------ |
| Хеведес 59’ · Деџагах 61’ |                |        |

| Шпанија | 0 - 2 - Детаљи | Енглеска                |
| ------- | -------------- | ----------------------- |
|         |                | Кембел 67’ · Милнер 73’ |

| Финска | 0 - 2 Детаљи | Шпанија                 |
| ------ | ------------ | ----------------------- |
|        |              | Торенхон 29’ · Леон 55’ |

| Немачка   | 1 - 1 Детаљи | Енглеска   |
| --------- | ------------ | ---------- |
| Кастро 5’ |              | Родвел 30’ |

#### Табела групе Б
| Екипа    | Ута. | Поб. | Нер. | Изг | Г+ | Г- | ГР | Бод. |
| -------- | ---- | ---- | ---- | --- | -- | -- | -- | ---- |
| Енглеска | 3    | 2    | 1    | 0   | 5  | 2  | +3 | 7    |
| Немачка  | 3    | 1    | 2    | 0   | 3  | 1  | +2 | 5    |
| Шпанија  | 3    | 1    | 1    | 1   | 2  | 2  | 0  | 4    |
| Финска   | 3    | 0    | 0    | 3   | 1  | 6  | −5 | 0    |

## Финални део

### Полуфинале
У полуфиналу су се сусреле по две првопласиране екипе и другопласиране екипе. Играло се унакрсно по куп систему А1:Б2 и Б1:А2.
| Енглеска                                   | 3 - 3 прод. - Детаљи | Шведска                     |
| ------------------------------------------ | -------------------- | --------------------------- |
| Крејни 1’ · Онуоха 27’ · Бјасмир 38’ (аг.) |                      | Берг 68’ 81’ · Тоивонен 75’ |
| Пенали                                     |                      |                             |
|                                            | 5 - 4                |                             |

| Италија | 0 - 1 - Детаљи | Немачка |
| ------- | -------------- | ------- |
|         |                | Бек 48’ |

## Финале
| Немачка                                 | 4-0 Детаљи | Енглеска |
| --------------------------------------- | ---------- | -------- |
| Кастро 23’ · Езил 48’ · Вагнер 79’, 84’ |            |          |

| Немачка | Енглеска |

| НЕМАЧКА:     |    |                  |     |     |
|              |    |                  |     |     |
| GK           | 1  | Мануел Нојер     |     |     |
| RB           | 2  | Андреас Бек      |     |     |
| CB           | 4  | Бенедикт Хеведес |     |     |
| CB           | 5  | Џером Боатенг    |     |     |
| LB           | 3  | Себастијан Бениш | 65’ |     |
| DM           | 15 | Матс Хумелс      |     | 83’ |
| RM           | 14 | Фабијан Џонсон   |     | 69’ |
| CM           | 20 | Гонзало Кастро   |     |     |
| CM           | 8  | Сами Хедира (к)  |     |     |
| LM           | 10 | Месут Езил       |     | 89’ |
| CF           | 13 | Сандро Вагнер    | 84’ |     |
| Занене:      |    |                  |     |     |
| MF           | 16 | Данијел Шваб     |     | 69’ |
| MF           | 6  | Денис Аого       |     | 83’ |
| DF           | 19 | Марсел Шмелцер   |     | 89’ |
| Тренер:      |    |                  |     |     |
| Хорст Хрубеш |    |                  |     |     |

| ЕНГЛЕСКА:    |    |                |  |     |
|              |    |                |  |     |
| GK           | 22 | Скот Лоуч      |  |     |
| RB           | 2  | Мартин Крејни  |  | 79’ |
| CB           | 17 | Мајка Ричардс  |  |     |
| CB           | 6  | Недим Онуоха   |  | 46’ |
| LB           | 19 | Киран Гибс     |  |     |
| DM           | 12 | Фабрис Муамба  |  | 78’ |
| CM           | 4  | Ли Катермол    |  |     |
| CM           | 10 | Марк Нобл (к)  |  |     |
| RW           | 7  | Џејмс Милнер   |  |     |
| LW           | 11 | Адам Џонсон    |  |     |
| CF           | 14 | Тео Волкот     |  |     |
| Замене:      |    |                |  |     |
| DF           | 18 | Мишел Мајсијен |  | 46’ |
| MF           | 15 | Џек Родвел     |  | 78’ |
| MF           | 8  | Крејг Гарднер  |  | 79’ |
| Тренер:      |    |                |  |     |
| Стјуарт Пирс |    |                |  |     |

| Играч утакмице: Месут Езил Помоћне судије: Joël De Bruyn György Ring Четврти судија: Педро Пронеска |

| Европско првенство у фудбалу 2009. — млади до 21 године Победник |
| ---------------------------------------------------------------- |
| Немачка Прва титула                                              |

1. 1 2 3  „Lineup complete for 2009 Under-21 finals”. UEFA.com. Union of European Football Associations. 15. 10. 2008. Приступљено 16. 10. 2008.
2. 1 2  „Holders handed Switzerland test”. uefa.com. Union of European Football Associations. 13. 2. 2007. Приступљено 3. 12. 2008.
3. ↑  „Regulations of the UEFA European Under-21 Championship 2007/09” (PDF). uefa.com. Union of European Football Associations. Приступљено 3. 12. 2008.
4. 1 2  UEFA.com (2008-10-15). „Lineup complete for 2009 Under-21 finals”. UEFA.com (на језику: енглески). Приступљено 2021-09-18.
5. 1 2 3  UEFA.com (2008-09-10). „U21 play-off picture complete”. UEFA.com (на језику: енглески). Приступљено 2021-09-18.
6. ↑  „Spanien, England och Italien blev seedade”. svenskfotboll.se (на језику: Swedish). Svenska Fotbollförbundet. 28. 11. 2008. Архивирано из оригинала 08. 12. 2008. г. Приступљено 2. 12. 2008.
7. ↑  UEFA.com (2009-04-23). „New U21 stadiums up and running”. UEFA.com (на језику: енглески). Приступљено 2021-09-18.
8. 1 2  UEFA.com (2009-04-15). „Sweden gears up for U21 finals”. UEFA.com (на језику: енглески). Приступљено 2021-09-18.
9. ↑  „Sweden's five cities fit for 2009”. uefa.com. Union of European Football Associations. 8. 2. 2007.